# Dades

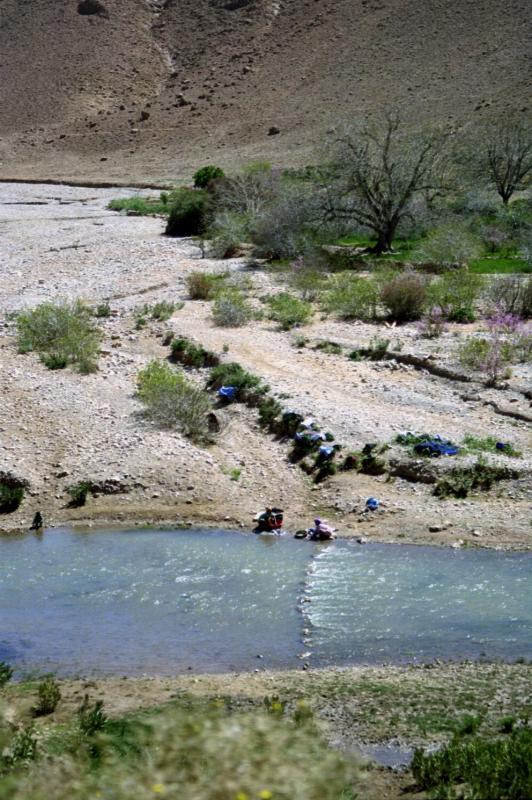
Lavandaie sulle rive del fiume Dades nelle Gole di Dades in Marocco.

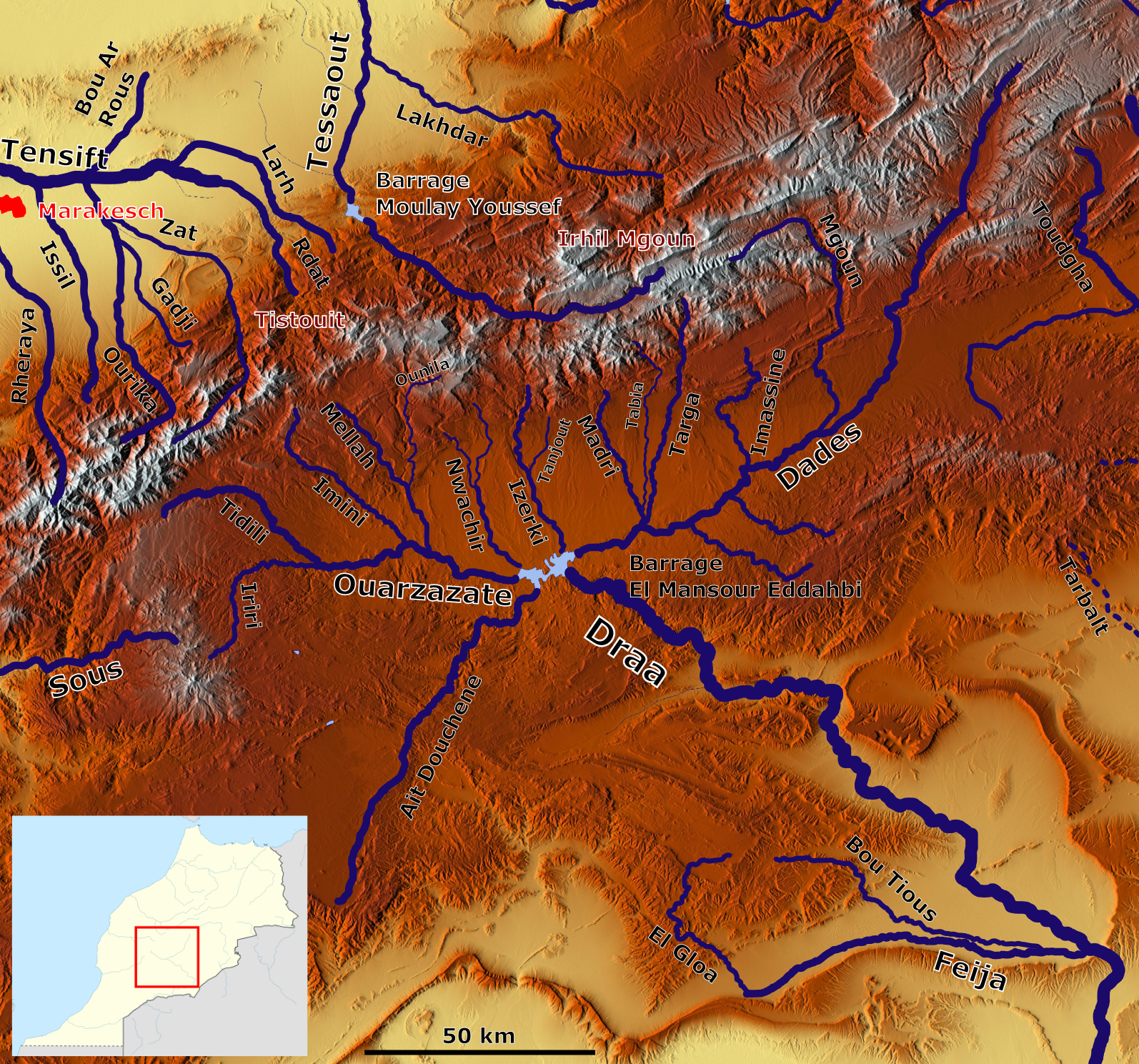
Le sorgenti del Draa, con il Dades (in alto a destra al centro).

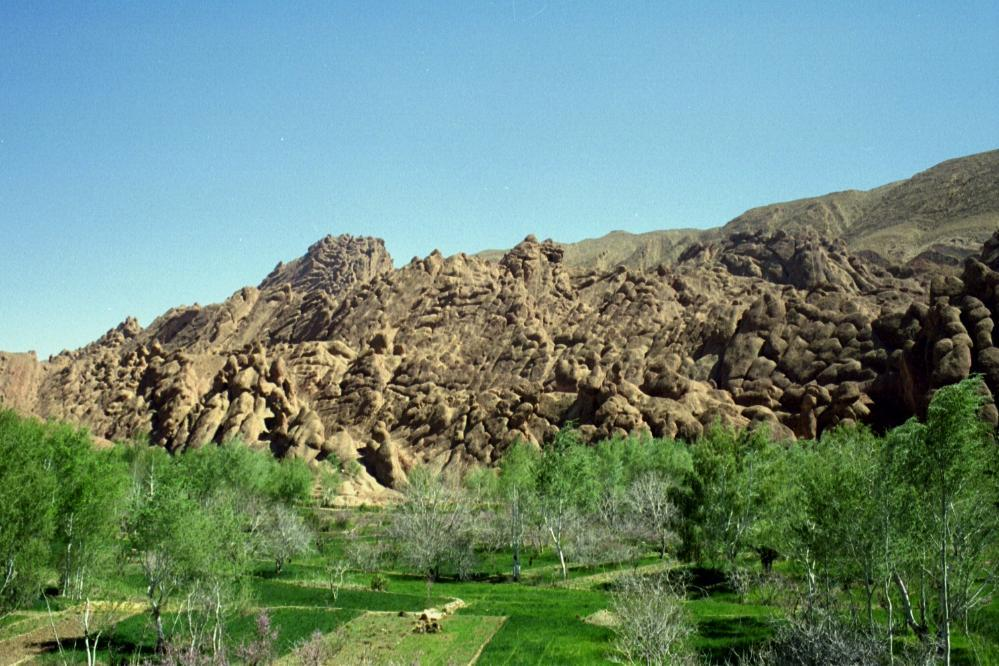
Vegetazione sormontata da rocce desertiche nelle Gole di Dades, Marocco.

Il Dades è un fiume del Marocco, sito alle coordinate 31°00′09″N 6°31′36″W.

## Geografia
Il Dades nasce nell'Alto Atlante e scende verso sud scorrendo nelle Gole di Dades. Gira poi ad ovest fra l'Alto Atlante e l'anti Atlante, sfociando poi nel fiume Ouarzazate che a sua volta si immette nel Draa.
Le gole di Dades sono facilmente accessibili da Boumalne du Dades.  Il paesaggio è notevole per la presenza di interessanti formazioni rocciose. La valle è lussureggiante e verde in riva al fiume, mentre l'area circostante è costituita da un deserto roccioso. Esistono comunità semplici che vivono ancora qui in case tradizionali. Le donne possono essere viste mentre fanno il bucato al fiume e stendono la biancheria ad asciugare sui cespugli circostanti.

## Idrologia
La portata del fiume Dades è ad andamento stagionale con picchi di piena da gennaio ad aprile a seguito delle abbondanti precipitazioni e del disgelo. L'acqua è alcalina e la sua temperatura in estate è intorno ai 23-28 gradi Celsius. La conducibilità elettrica dell'acqua è abbastanza elevata.. (Hogan, 2006)